# Dischidia hirsuta
Dischidia hirsuta là một loài thực vật có hoa trong họ La bố ma. Loài này được (Blume) Decne. mô tả khoa học đầu tiên năm 1844.